# Olha Vólkova
Olha Volodymyrivna Vólkova –en ucraniano, Ольга Володимирівна Волкова– (Mykolaiv, 5 de julio de 1986) es una deportista ucraniana que compitió en esquí acrobático. Ganó una medalla de bronce en el Campeonato Mundial de Esquí Acrobático de 2011, en la prueba de salto aéreo.

## Medallero internacional
| Campeonato Mundial | Campeonato Mundial           | Campeonato Mundial | Campeonato Mundial |
| Año                | Lugar                        | Medalla            | Competición        |
| ------------------ | ---------------------------- | ------------------ | ------------------ |
| 2011               | Deer Valley (Estados Unidos) | Medalla de bronce  | Salto aéreo        |